# Infosfera
Con il termine infosfera nella filosofia dell'informazione si intende la globalità dello spazio delle informazioni. Pertanto l'infosfera include sia il ciberspazio (Internet, telecomunicazioni digitali) sia i mass media classici.

## Storia
Il primo utilizzo documentato della parola  è rintracciabile su Time Magazine dove si può leggere "Così come un pesce non può concepire l'acqua o gli uccelli nell'aria, così l'essere umano allo stesso modo difficilmente comprende la sua infosfera, quello strato concentrico e avviluppante di "smog" elettronico e tipografico composto da cliché tratti dal giornalismo, dal mondo dell'intrattenimento, dalla pubblicità e dalle informazioni governative".
Nel 1980 il termine fu utilizzato da Alvin Toffler nel suo libro "La terza ondata" in cui egli scrive: "Ciò che è ineluttabilmente chiaro, qualsiasi cosa noi decidiamo di credere, è il fatto che noi stiamo modificando la nostra infosfera a partire dai suoi fondamenti... stiamo aggiungendo strati di comunicazione al sistema sociale. Questa terza ondata emergente dell'infosfera fa sì che tutta l'era della Seconda Onda - dominata dai suoi mass-media, l'ufficio postale, il telefono - appaia ora per contrasto disperatamente primitiva".
La definizione di Toffler si è rivelata profetica in quanto l'utilizzo del termine "infosfera" negli anni Novanta si è diffuso persino oltre il settore dei media permettendoci di riflettere riguardo all'evoluzione di Internet, della società e della cultura, ad esempio nei lavori di Pierre Levy con l'utilizzo esplicito di concetti quali "intelligenza collettiva" e appunto "infosfera".
Nel suo libro "Digital Dharma" (2007), Steven Vedro scrive: "Emergendo da ciò che il prete-filosofo francese Pierre Teilhard de Chardin chiamava noosfera - come insieme condiviso del pensiero della collettività umana, dell'invenzione e della ricerca spirituale, l'infosfera è talvolta termine utilizzato per concepire appropriatamente uno spazio che comprenda i nostri corpi fisici, mentali ed eterici; coinvolge e incide sul nostro sognare, sulla nostra vita culturale. Il nostro sistema nervoso, sempre in evoluzione, può essere ora esteso, come Marshall McLuhan prediceva nei primi anni Sessanta, fino a diventare un abbraccio planetario.
"Noosfera" di Teilhard de Chardin tanto quanto la nozione di "semiosfera" di Jurij Lotman possono essere quindi considerati quali precursori del concetto di infosfera, dove quest'ultimo pone maggiormente l'accento sull'organizzazione e la distribuzione delle informazioni nei sistemi elettronici, informatici e telematici.

## Descrizione
Il termine (un neologismo che è una parola macedonia di "informazione" e "sfera") è stato ripreso nei primi anni Duemila da Luciano Floridi, esperto della filosofia dell'informazione, sulla falsariga di "biosfera". Floridi ha definito l'infosfera come "il campo semantico costituito dalla totalità dei documenti, degli agenti e delle loro operazioni", dove per "documenti" si intende qualsiasi tipo di dato, informazione e conoscenza, codificata e attuata in qualsiasi formato semiotico, gli "agenti" sono qualsiasi sistema in grado di interagire con un documento indipendente (ad esempio una persona, un'organizzazione o un robot software sul web) e il termine "operazioni" include qualsiasi tipo di azione, interazione e trasformazione che può essere eseguita da un agente e che può essere presentata in un documento.
Un concetto più tecnico e geometrico della infosfera è stato introdotto nel 1991 da G. Falciasecca con scopi di tassonomia. Esso parte dal riconoscimento che i viventi svolgono tre operazioni sulla informazione: acquisizione, elaborazione e comunicazione, essendo la memorizzazione importantissima ma, in senso stretto, volta solo a conservare intatto il contenuto informativo. Queste stesse operazioni sono svolte dalle macchine (o applicazioni per riferirsi ad un termine molto usato) introdotte dall’uomo per potenziare le proprie capacità naturali nel settore della informazione: all’inizio telefono, cannocchiale, calcolatore ecc.  Ogni applicazione può essere collocata in un punto di uno spazio tridimensionale, come quello in cui operano i viventi, la biosfera. Le coordinate sugli assi x,y,z sono in tal caso la quantità di utilizzazione per una data applicazione di ciascuna delle tre operazioni fondamentali. Ogni applicazione è in un punto. Si ottiene così un criterio di classificazione. Esaminando la variazione nel tempo dei punti che si aggiungono nella infosfera così definita è possibile comprendere la evoluzione del mondo delle applicazioni sulla informazione e vedere come, attraverso il progressivo integrarsi delle tre operazioni sono nate le soluzioni tecnologiche che oggi vanno per la maggiore per lo più sotto l’etichetta intelligenza artificiale, terminologia ancora ambigua ed altrimenti di non facile definizione.
Il piano che integra acquisizione e elaborazione è quello che comprende molte applicazioni altrimenti dette di intelligenza artificiale. Quello di acquisizione e comunicazione comprende ad esempio i servizi dipendenti dalla posizione. Il cloud è nel piano della elaborazione e comunicazione. Il navigatore delle auto è un esempio di applicazione che si libra nello spazio necessitando di tutte e tre le operazioni. Questo concetto, ripreso dopo circa venticinque anni  consente di comprendere il progressivo aumento di complessità nel tempo delle macchine  man mano che si posizionano non più sugli assi ma nei piani e nello spazio. Nel contempo l’uomo perde progressivamente il controllo su come si arriva ad un risultato finale che può essere una decisione.